# Ingrid Swede
Ingrid Swede, egentligen Camilla Anette Ursula Svensson, född 21 september 1969 i Tjörnarp, är en svensk porrskådespelare, porrfilmsfilmproducent och debattör.

## Biografi
Ingrid Swedes karriär ägde huvudsakligen rum åren runt millennieskiftet 2000. Utöver att hon då själv stod framför kameran hade hon även ett eget produktionsbolag med bas i Ungern samt verksamhet i bland annat Danmark, Tyskland och Sverige. Hon eftersträvade i sina egenproducerade filmer att försöka bredda porrfilmsutbudet genom att ge åskådaren nya vinklar. Ett exempel på detta är en film där en thailändsk kvinna beställer hem en manlig massör, vilket hon i en intervju kommenterade med "Hur många gånger har man sett en thailändsk tjej i den rollen?".
Ingrid Swede gjorde sig också känd som stridbar debattör för porren, och har betecknat sig som feminist. I en debattartikel i Aftonbladet 2004 gick hon till motattack mot ett förslag att "kravmärka" pornografi och undrade om man inte i så fall också borde börja med att "kravmärka det svenska samhällets syn på porrskådespelare"; detta eftersom "[i]nget gör mig mer irriterad och förbannad än när några vilsna amatörer för en debatt om den bransch jag är verksam i". Till hennes mer spektakulära försök att föra porrens talan hörde också en ansökan om statligt filmstöd för att kunna producera en debattfilm om genren avsedd för skolbruk, något som dock avslogs av Filminstitutet. Hon har vidare medverkat i olika TV-program, däribland Silikon och den svensk-norska versionen av Big Brother 2005.
2004 spelade Ingrid Swede in musikvideon "Slave for the night" (regi: Rainer Holmgren), vilken utgavs på samlings-DVD:n Scandinavian kings of rock. Låten är en danslåt med metalinfluenser i 80-talsstil.

## Filmografi i urval
- 100% Swede
- Ingrids lustjakt
- Ingrids sexnoveller
- Gina Wild - Jetzt wird es schmutzig 4 - Durchgefickt (1999)
- Hotell Hunger (1999)
- Kalabalik i porrbutiken
- Lolitans sommarlov (2001)
- Lustgården (2000)
- Solo
- Svenska nybörjare 7
- Svenska nybörjare 8
- Svenska hjärtan (2000)
- Tanya Hydes London Calling (2000)
- Vad kvinnor vill ha